# Santa Paolina
Santa Paolina község (comune) Olaszország Campania régiójában, Avellino megyében.

## Fekvése
A megye északkeleti részén fekszik. Határai: Montefusco, Montemiletto, Prata di Principato Ultra, Torrioni és Tufo.

## Története
Első említése 1083-ból származik. A következő századokban nemesi birtok volt. A 19. században nyerte el önállóságát, amikor a Nápolyi Királyságban felszámolták a feudalizmust.

## Népessége
A népesség számának alakulása:

## Főbb látnivalói
- Santa Paolina-templom